# VTV Plus
VTV Plus es un canal de televisión por suscripción uruguayo enfocado en la emisión de eventos deportivos. Fue lanzado al aire en enero de 2013 en señal de pruebas, y el 5 de enero de 2014 de forma oficial.

## Historia
Surge en enero de 2013 bajo el nombre de VTV+ e inicia sus emisiones el 5 de enero de 2014. Antes de lanzarse, la señal iba a ser concebida para alojar los eventos premium que transmitía la señal principal del canal, ya que VTV iba a integrarse a la TDT uruguaya, cosa que no prosperó. Finalmente se estableció como canal de eventos que la señal principal no podía transmitir por cuestiones de programación.
Al poco tiempo pasó a emitir las 24 horas los programas de su canal hermano VTV en diferido. Esto incluyó distintas transmisiones ocasionales en vivo tales como informativos, partidos de fútbol o eventos políticos, e incluso remates ganaderos en su última época. 
A partir de 2019 emitió segmentos programáticos de A+V, tanto los fines de semana como diariamente.
El 28 de septiembre de 2020, VTV+ cambia su nombre a VTV Plus y reorienta su programación para dedicarse solamente en el deporte, con costo adicional en varios cables del Uruguay incluido dentro del paquete Fútbol Uruguayo.